# Albion Ademi
Albion Ademi, né le 19 février 1999 à Pristina au Kosovo, est un footballeur albanais, qui évolue au poste d'ailier gauche au Tianjin Tigers.

## Biographie

### En club
Né à Pristina au Kosovo, Albion Ademi est formé en Finlande par le TPS Turku. Il joue son premier match en professionnel le 2 avril 2015, lors d'une rencontre de coupe de Finlande face au FC Inter Turku. Il entre en jeu et son équipe s'incline par trois buts à un ce jour-là.
Le 21 janvier 2021, Albion Ademi rejoint la Suède afin de s'engager en faveur du Djurgårdens IF.
Le 25 mars 2022, Albion Ademi est prêté au FC Lahti.
Le 11 janvier 2023, Albion Ademi est de nouveau prêté par le Djurgårdens IF, cette fois à l'IFK Värnamo pour une saison avec option d'achat.
Il joue son premier match pour l'IFK Varnamö le 2 avril 2023, à l'occasion de la première journée de la saison 2023 d'Allsvenskan contre l'IFK Göteborg. Il est titularisé et son équipe s'impose par un but à zéro. Satisfait de son prêt, l'IFK Varnamö souhaite lever l'option sur le joueur, selon l'ailier albanais, en septembre 2023.

### En sélection
Né en Finlande et alors qu'il est également éligible pour jouer pour le Kosovo, Albion Ademi choisit de représenter l'Albanie.
Albion Ademi honore sa première sélection avec l'équipe d'Albanie espoirs le 11 septembre 2018, en amical contre l'Italie. Il est titulaire lors de cette rencontre perdue par son équipe sur le score de trois buts à un.